# Torre Caetani
La torre dei Caetani è una torre di Roma che si trova sull'isola Tiberina, presso lo sbocco del ponte dei Quattro Capi. 
È detta anche "torre della Pulzella", per una scultura di volto femminile inserito nella muratura della torre.

## Storia e descrizione
La torre è menzionata nei documenti del XII secolo come appartenente alla famiglia Pierleoni che avevano fatto dell'isola una importante fortificazione. Nel corso delle lotte aristocratiche vi trovarono rifugio papa Vittore III nel 1078 e papa Urbano II nel 1088.
Successivamente il complesso subì l'abbattimento durante la seconda metà del XIII secolo ad opera degli Angioini quando apparteneva ai Prefetti di Vico loro avversari, prima di passare in proprietà alla famiglia dei Caetani, che lo trasformarono in una sontuosa residenza. Trasferitasi la famiglia altrove nel XVI secolo, in seguito ai danni dovuti alle alluvioni del Tevere, dal 1638 il complesso residenziale e la torre furono concessi per intervento del cardinale Francesco Barberini ai Padri Minori Osservanti, che avevano dal 1536 la vicina chiesa di San Bartolomeo all'Isola.

Nel 1876 passarono in proprietà comunale il primo e il secondo piano del convento e gran parte della torre, che vennero dati in concessione all'Università israelitica.